# Tangara oreillard
Kleinothraupis auricularis
Espèce
Statut de conservation UICN

 LC UICN 3.1 : Préoccupation mineure
Le Tangara oreillard (Kleinothraupis auricularis) est une espèce de passereaux appartenant à la famille des Thraupidae. 

## Répartition
Il est endémique dans les Andes au Pérou.

## Habitat
Il vit dans les forêts humides subtropicales ou tropicales de montagne.